# Francia en los Juegos Paralímpicos de Londres 2012
Francia estuvo representada en los Juegos Paralímpicos de Londres 2012 por un total de 152 deportistas, 101 hombres y 51 mujeres.

## Medallistas
El equipo paralímpico francés obtuvo las siguientes medallas:
| Nombre | Deporte                    | Evento                                           |
| --- | -------------------------- | ------------------------------------------------ |
| Oro |                            |                                                  |
| Assia El Hannouni | Atletismo                  | 200 m T12 femenino                               |
| Assia El Hannouni | Atletismo                  | 400 m T12 femenino                               |
| Mandy François-Elie | Atletismo                  | 100 m T37 femenino                               |
| Marie-Amélie Le Fur | Atletismo                  | 100 m T44 femenino                               |
| Souhad Ghazouani | Levantamiento de potencia  | –67,5 kg femenino                                |
| Élodie Lorandi | Natación                   | 400 m libre S10 femenino                         |
| Charles Rozoy | Natación                   | 100 m mariposa S8 masculino                      |
| Cédric Fèvre-Chevalier | Tiro                       | Rifle de aire en posición tendida 10 m SH1 mixto |
| Plata |                            |                                                  |
| Marie-Amélie Le Fur | Atletismo                  | 200 m T44 femenino                               |
| Arnaud Assoumani | Atletismo                  | Salto de longitud F46 masculino                  |
| Arnaud Assoumani | Atletismo                  | Triple salto F46 masculino                       |
| Tony Falelavaki | Atletismo                  | Jabalina F44 masculino                           |
| Romain Noble | Esgrima en silla de ruedas | Espada individual A masculino                    |
| Marc-André Cratère | Esgrima en silla de ruedas | Sable individual B masculino                     |
| Alim Latrèche Ludovic Lemoine Damien Tokatlian | Esgrima en silla de ruedas | Florete por equipos clase abierta masculino      |
| Hakim Arezki Arnaud Ayax Martin Baron David Labarre Abderrahim Maya Gaël Rivière Frédéric Villeroux Yvan Wouandji Kepmegni Jonathan Grangier Frédéric Jannas | Fútbol 5                   | Torneo masculino                                 |
| Élodie Lorandi | Natación                   | 100 m libre S10 femenino                         |
| David Smétanine | Natación                   | 50 m libre S4 masculino                          |
| David Smétanine | Natación                   | 200 m libre S4 masculino                         |
| Nathalie Benoit | Remo                       | Scull individual AS femenino                     |
| Perle Bouge Stéphane Tardieu | Remo                       | Scull doble TA mixto                             |
| Thu Kamkasomphou | Tenis de mesa              | Individual 8 femenino                            |
| Jean-François Ducay | Tenis de mesa              | Individual 1 masculino                           |
| Vincent Boury Fabien Lamirault Stéphane Molliens | Tenis de mesa              | Equipo 1-2 masculino                             |
| Stéphane Houdet | Tenis en silla de ruedas   | Individual masculino                             |
| Frédéric Cattaneo Nicolas Peifer | Tenis en silla de ruedas   | Dobles masculino                                 |
| Raphaël Voltz | Tiro                       | Rifle de aire en posición tendida 10 m SH2 mixto |
| Bronce |                            |                                                  |
| Nantenin Keïta | Atletismo                  | 100 m T13 femenino                               |
| Marie-Amélie Le Fur | Atletismo                  | Salto de longitud F42/44 femenino                |
| Trésor Makunda | Atletismo                  | 400 m T11 masculino                              |
| Julien Casoli | Atletismo                  | 5000 m T54 masculino                             |
| Thierry Cibone | Atletismo                  | Peso F34 masculino                               |
| Laurent Thirionet | Ciclismo en pista          | Persecución individual C2 masculino              |
| Joël Jeannot | Ciclismo en ruta           | Ruta H3 masculino                                |
| Alim Latrèche | Esgrima en silla de ruedas | Florete individual B masculino                   |
| Alim Latrèche | Esgrima en silla de ruedas | Espada individual B masculino                    |
| Élodie Lorandi | Natación                   | 50 m libre S10 femenino                          |
| Élodie Lorandi | Natación                   | 100 m mariposa S10 femenino                      |
| David Smétanine | Natación                   | 100 m libre S4 masculino                         |
| Isabelle Lafaye Marziou | Tenis de mesa              | Individual 1-2 femenino                          |
| Fabien Lamirault | Tenis de mesa              | Individual 2 masculino                           |
| Pascal Pereira-Leal | Tenis de mesa              | Individual 11 masculino                          |
| Yann Guilhem Florian Merrien Jean-Philippe Robin | Tenis de mesa              | Equipo 3 masculino                               |
| Émeric Martin Grégory Rosec Nicolas Savant-Aira Maxime Thomas                                                                                                | Tenis de mesa              | Equipo 4-5 masculino                             |
| Stéphane Houdet Michaël Jeremiasz | Tenis en silla de ruedas   | Dobles masculino                                 |